# Pleujouse
Pleujouse (anciens noms allemand : Pluetzhausen/Blitzhausen) est une localité et une ancienne commune suisse du canton du Jura, située dans le district de Porrentruy.
Elle a fusionné le 1er janvier 2009 avec Asuel, Charmoille, Fregiécourt et Miécourt pour former la commune de La Baroche.

## Histoire

Photo aérienne, Pleujouse au premier plan (1950)

Le village s’est formé autour du château homonyme.

## Monuments et curiosités
- Le château de Pleujouse est une forteresse fondée par les seigneurs de Pleujouse (Blitzhausen) et qui devint propriété de l'évêché de Bâle à la fin du XIVe siècle. Il passa ensuite dans les mains de diverses familles nobles en tant que fief. La partie la plus ancienne de l'ensemble architectural est constituée par le donjon circulaire avec entrée surélevée.